# Hernán Gaviria
Hernán Gaviria (n. 27 noiembrie 1969, Carepa, Antioquia, Columbia – d. 24 octombrie 2002, Cali, Columbia) a fost un fotbalist columbian.
Între 1993 și 1999, Gaviria a jucat 27 de meciuri și a marcat 3 goluri pentru echipa națională a Columbiei. Gaviria a jucat pentru naționala Columbiei la Campionatul Mondial din 1994.

## Statistici
| Columbia | Columbia | Columbia |
| An       | Meciuri  | Goluri   |
| -------- | -------- | -------- |
| 1993     | 6        | 0        |
| 1994     | 3        | 2        |
| 1995     | 10       | 0        |
| 1996     | 0        | 0        |
| 1997     | 7        | 1        |
| 1998     | 0        | 0        |
| 1999     | 1        | 0        |
| Total    | 27       | 3        |